# Класифікація та побудова алгоритмів діагностування
Алгоритм діагностування - це сукупність елементарних перевірок і послідовність їх реалізації, а також правила обробки результатів елементарних перевірок з метою проведення діагностування.

## Основні визначення в алгоритмах діагностування
Алгоритми діагностування можуть класифікуватися за наступними ознаками
За способом врахування закону функціонування пристрою:
- функціональні

- структурні

За способом вибору контрольних точок (доступ до внутрішніх точок пристрою):
- інтерфейсні

- зондові

За способом реалізації послідовності елементарних перевірок:
- безумовні

- умовні

Елементарна перевірка - це деякий мінімальний (який не підлягає розчленуванню у конкретних умовах) експеримент над об`єктом діагностування, який характеризується:
- певними вхідними (тестовими або робочими) впливами, які подаються на об`єкти діагностування

- переліком контрольних точок (КТ), з яких знімається реакція об`єкту на ці впливи

- реакціями на вхідні впливи, котрі знімаються з відповідних контрольних точок

Реакція об`єкту діагностування на вхідні впливи, котрі знімаються з відповідних точок, називаються результатами елементарних перевірок. Результат елементарних перевірок можна вважати позитивним, якщо реакція у відповідних контрольних точках не збігається з еталоном, і вважається негативним, якщо реакція збігається з еталоном.
Таблиця функцій несправностей (ТФН) - прямокутна таблиця, рядки якої являють собою елементарні перевірки (тестові набори), а стовпці - безліч усіх можливих технічних станів об`єкту діагностування. Перший стовпець показує справну поведінку. На перетині рядків та стовпців встановлюють реакції схеми на несправності, котрі були внесені.
Таблиця несправностей (ТН) - прямокутна таблиця, рядки якої являють собою елементарні перевірки, а стовпці станів відповідають класам еквівалентних дефектів (КЕД).
Класи еквівалентності - дефекти називаються еквівалентними, якщо при поданні будь-якого набору реакція на виходах схеми однакова, або немає набору для розрізнення цих дефектів. На перетині рядків та стовпців ставиться ознака виявлення відповідною елементарною перевіркою (рядком) певної несправності (стовпця).

## Властивості таблиць несправностей
На малюнку зображена схема, яка складається з трьох елементів, та відповідна їй таблиця несправностей (ТН). Для того щоб протестувати схему, потрібно використати усі двійкові набори. Цифрами 1..6 помічені лінії схеми, а стовпці ТН відображають технічний стан.
Для пошуку несправності доцільно користуватися ТН. Після проведення діагностичного експерименту результати перевірки цифрового пристрою порівнюються з усіма стовпцями ТН і при збіганні визначають тип несправності.
Існує спосіб, яких дозволяє зменшити розміри ТН. Одним з таких є спосіб видалення надлишкових рядків і фурмування мінімальної таблиці. Не надлишкова ТН характеризується одноразовим покриттям, тобто у кожному стовпці повинна бути хоча б одна одиниця.
Рядок є не надлишковим, якщо при його видаленні з ТН порушується принцип одноразового покриття. Для даної ТН не надлишковими рядками є набори 000,010, 011 та 101.
Етапи перетворення:
- визначаємо не надлишкові рядки

- видаляємо надлишкові рядки

- будуємо скорочену таблицю переходів

## Побудова алгоритмів діагностування
Сукупність вхідних у алгоритм діагностування елементарних перевірок позначається символом T. Для позначення будь-якої елементарної перевірки з сукупності T використовується символ tj.
Результати будь-якої елементарної перевірки можуть бути використані як ознаки розбиття множини E технічних станів об`єкту або підмножин цієї множини на класи. Будь-який алгоритм діагностування можна показати у вигляді орієнтованного графу. Нижче показаний граф у вигляді дерева.
Дерево має вершини двох типів: вершини, з яких виходить хоча б одна дуга, та вершини, з яких не виходить жодної дуги. В дереві є єдина вершина першого типу, у котру не заходить жодної дуги. Ця вершина називається початковою або коренем дерева (на малюнку початкова вершина відмічена символом t0, E). Вершини, з яких не виходить жодної дуги, називають кінцевими або висячими вершинами. Інші вершини дерева називають внутрішніми. У кожну вершину дерева, окрім кореня, заходить тільки одна дуга.
Рангом вершини дерева називають число дуг шляху, котрий починається з початкової вершини t0 та закінчується у розглядуваній вершині.
Мінімальним рангом Р0 дерева є ранг, для якого існує хоча б одна висяча вершина та не існує жодної висячої вершини рангом менш за Р0.
Максимальним рангом Рм дерева є ранг, для якого існує хоча б одна вершина рангу Рм, та не існує жодної вершини рангом більше Рм. 
Внутрішні та висячі вершини дерева нумеруються парою чисел у дужках (p,d), де p є рангом вершини, а d - її порядковий номер серед вершин одного й того ж рангу. Корінь дерева позначається парою чисел у дужках (0,0).
Початковій та внутрішнім вершинам дерева співвідносяться елементарні перевірки множини T. Дугами дерева, котрі виходять з деякої його вершини, співвідносяться можливі резульнати перевірки, які подаються цією вершиною. Окрім того, початковій вершині дерева ставиться у відповідність множина E можливих технічних станів об`єкту, а внутрішнім і висячим вершинам підмножини технічних станів, які отримані як класи розбиття за результатами елементарних перевірок.
Елементарну перевірку та підмножину технічних станів, які збігаються з вершинами дерева, позначається символами tp, d та Ep, d відповідно. Множина елементарних перевірок tp, d, які збігаються з початковою та усіма внутрішніми вершинами дерева позначаються символом Tд.

### Безумовні алгоритми діагностування
Якщо для кожного рангу дерева виконується умова, яка полягає у тому, що усім внутрішнім вешинам цього рангу сопосталена одна і та ж елементарна перевірка з безлічі Т, той алгоритм діагнозу, представлений таким деревом, називається безумовним . Це відповідає завданням однієї фиксованої (жорсткої) послідовності реалізації елементарних перевірок з безлічі Т, що не залежить від фактичного технічного стану об'єкта. Іншими словами, в безумовних алгоритмах діагнозу вибір чи призначення чергової елементарної перевірки в послідовності їх реалізації не залежить від результатів попередніх уже реалізованих перевірок.
Перевагою безумовних алгоритмів є відносна простота їх подання в засобах діагнозу: потрібно зберігати лише склад елементарних перевірок безлічі Tд і єдину послідовність їх реалізації.

### Умовні алгоритми діагностування
Якщо в дереві знайдеться хоча б один ранг з декількома внутрішніми вершинами, яким сопоставлені елементарні перевірки з безлічі Т, то алгоритм діагнозу, представлений цим деревом, називається умовним . Це відповідає тому, що є кілька різних реалізацій алгоритму діагнозу, які залежать від фактичного технічного стану об'єкта і які розрізняються складами реалізованих елементарних перевірок або послідовностями їх реалізації. Іншими словами, в умовних алгоритмах діагнозу вибір чи призначення деяких або всіх (крім t0) елементарних перевірок проводиться з урахуванням результатів попередньої вже реалізованої елементарної перевірки.
Недоліком умовних алгоритмів діагнозу, є складність їх подання в засобах діагнозу: крім складу елементарних перевірок безлічі Tд необхідно зберігати всі ознаки безумовних і умовних переходів від цієї елементарної перевірки до наступної, тобто зберігати не одну, а кілька послідовностей реалізації елементарних перевірок з безлічі Tд. Однак таке ускладнення подання умовних алгоритмів діагнозу в порівнянні з безумовними дозволяє отримувати більш економічні процедури діагнозу завдяки вибору реалізуються елементарних перевірок з урахуванням фактичного технічного стану об'єкта.

### Алгоритми діагностування з безумовною зупинкою
Характер зупинки алгоритмів діагнозу визначає спосіб реалізації алгоритму. Якщо видача результатів діагнозу передбачена тільки після реалізації всіх елементарних перевірок алгоритму, то останній є алгоритмами діагностування з безумовною зупинкою . Таким алгоритмам відповідають дерева, у яких всі висячі вершини мають один і той же ранг. У ряді випадків алгоритми безумовної зупинкою називають комбінаційними або комбінаторні.

### Алгоритми діагностування з умовною зупинкою
У багатьох випадках фактичний технічний стан об'єкта може бути визначений з необхідною глибиною діагнозу перш, ніж будуть реалізовані всі елементарні перевірки алгоритму діагнозу.
Алгоритми, у яких передбачена можливість видачі результатів діагнозу після реалізації кожної елементарної перевірки, називають алгоритмами діагностування з умовною зупинкою . Характерним для дерев, що представляють алгоритми з умовною зупинкою, є наявність не менше 2-х висячих вершин, ранги яких різні.
Слід зауважити, що всі умовні алгоритми діагнозу є алгоритмами з умовною зупинкою. У ряді випадків алгоритми з умовною зупинкою називають послідовними .
Приклад дерева, що представляє алгоритм діагнозу з умовною зупинкою, наведений на малюнку.
Дерево містить шість висячих вершин, дві з яких мають ранг рівний одиниці, а решта чотири мають ранг рівний трьом.
Побудова алгоритмів діагностування
Алгоритм діагностування задає послідовність дій діагноста по розпізнаванню технічного стану об'єкта діагностування (ОД). Кожному технічному стану ej з безлічі Е, крім справного, відповідає деякий дефект або підмножина дефектів, обумовлених константною несправністю.
Якщо відомо, що ОД несправний, то процес діагностування зводиться до процесу пошуку дефектів. Дії діагноста в алгоритмі діагностування зводяться до виконання перевірок Пj з безлічі П їх результатів.
Кожна перевірка п1 характеризується значенням впливів Т1, що подаються на ОД, контрольними точками к1 і значенням r1 реакції пристрою. При зондовом пошуку, як правило, для всіх перевірок значення вхідних впливів однакові Тк = Т (подається один і той же тест), кількість контрольних точок, при подачі одного тесту, одна {{Кк}} = 1.
Алгоритми діагностування поділяються на безумовні, тобто алгоритми, які задають фіксовану послідовність реалізації перевірок і умовні, де кожна перевірка або послідовність перевірок виконується в залежності від результату попередніх уже реалізованих перевірок. При зондовом пошуку, що характеризується великою трудомісткістю виконання перевірок, великого поширення набули умовні алгоритми, які володіють меншою вартістю отримання діагнозу.
Далі розглядаються тільки умовні алгоритми діагностування. Умовні алгоритми діагностування прийнято ставити деревовидними графами - діагностичними деревами. Кожній з вершин дерева з номером m ставати у відповідність вектор станів Sm. Компонента SJ вектора станів, де j = 1, E дорівнює 1, якщо об'єкт може знаходитися в стані ej і дорівнює 0, якщо ОД не підозрює знаходження в стані ej. Вектор станів S1 для кореневої вершини складається з одних одиничних компонент, оскільки на початковому етапі підозрюються усі стани. Кільцеві вершини містять вектора станів, для яких тільки одна компонента Smj = 1 відповідає локалізованому стану еj.
Гілки діагностичного дерева відповідають різним наслідків перевірок. У разі, коли розглядаються два результати перевірок (сигнал збігся з еталонним, сигнал відмінний від еталонного) діагностичне дерево є дихотомічним. Як вихідні дані для побудови діагностичного дерева може служити явна діагностична модель у формі таблиці несправностей. Для побудови діохтомічного діагностичного дерева достатня двозначна таблиця несправностей. Двозначна таблиця несправностей може бути побудована на основі аналізу таблиці функцій несправностей об'єкта діагностування.